# Rio Saliceto
Rio Saliceto est une commune italienne de la province de Reggio d'Émilie dans la région Émilie-Romagne en Italie.

## Administration
| Période | Période  | Identité          | Étiquette                                 | Qualité |
| ------- | -------- | ----------------- | ----------------------------------------- | ------- |
| 1945    | 1946     | Leandro Schiatti  | CLN                                       |         |
| 1946    | 1947     | Leandro Schiatti  | PCI - PSI                                 |         |
| 1947    | 1956     | Azio Bartoli      | PCI - PSI                                 |         |
| 1956    | 1975     | Bruno Marzi       | PCI - PSI                                 |         |
| 1975    | 1985     | Imer Galantini    | PCI - PSI                                 |         |
| 1985    | 1995     | Fiorisa Mariani   | PCI - PSI -PSDI                           |         |
| 1995    | 1999     | Rino Carnevali    | Parti démocrate de la gauche-Indépendants |         |
| 1999    | 2004     | Realino Lupi      | Démocrates de gauche-Indépendants         |         |
| 2004    | 2009     | Realino Lupi      | Centre gauche                             |         |
| 2009    | 2014     | Fabrizio Bellelli | Centre gauche                             |         |
| 2014    | 2019     | Lucio Malavasi    | Centre gauche                             |         |
| 2019    | 2024     | Lucio Malavasi    | Centre gauche                             |         |
| 2024    | En cours | Daniele Pietri    | Centre gauche                             |         |

### Hameaux
Commenda, Osteriola, Ponte Vettigano, San Lodovico

### Communes limitrophes
Campagnola Emilia, Carpi (Italie), Correggio (Italie), Fabbrico